# Шаттлы (Звёздный путь)
Шаттлы (англ. Shuttlecraft) — вымышленные транспортные средства в вымышленной вселенной «Звёздный путь», созданные для коротких поездок в космосе, например, между поверхностью планеты и орбитой.
Перед «Звёздным путём», в научно-фантастических произведениях от американского фильма 1956 года «Запретная планета» до сериала 1954 года «Рокки Джонс, космический рейнджер» показывалось как звездолёт приземляется на планетах. Первоначальная задумка Джина Родденберри была такова, что звездолет «Энтерпрайз» редко приземляется. Учитывая сложность спецэффектов посадки гигантского звездолёта каждую неделю, «редко» быстро изменили на «никогда». В информации от марта 1964 года упоминается «малая ракета-шаттл». Ракета-шаттл оказалась слишком дорогой для сборки на первых эпизодах съёмок. В большей части серий для телепортации персонажей на корабль и обратно использовался Транспотер.
В первый год сериала «Звёздный путь: Оригинальный сериал» потребность в шаттле быстро развилась. Используемый для перевозки личного состава, грузов и разведывательных полётов, шаттлы заполняли ту же потребность, что и лодки на военно-морском корабле. Они также использовались звёздными базами. Для телевизионных писателей они выполняли драматическую функцию, помещая персонажей в маленький корабль, который мог потеряться. Хотя шаттлы изначально были дорогими для производства, они в конечном итоге стали использоваться в каждой серии «Звёздного пути». Проекты шаттлов часто использовались в разных средствах массовой информации, например, катер класса Дунай, широко представленный в сериале «Звёздный путь: Глубокий космос 9», также был показан в сериале «Звёздный путь: Следующее поколение».

## Звёздный путь: Оригинальный сериал

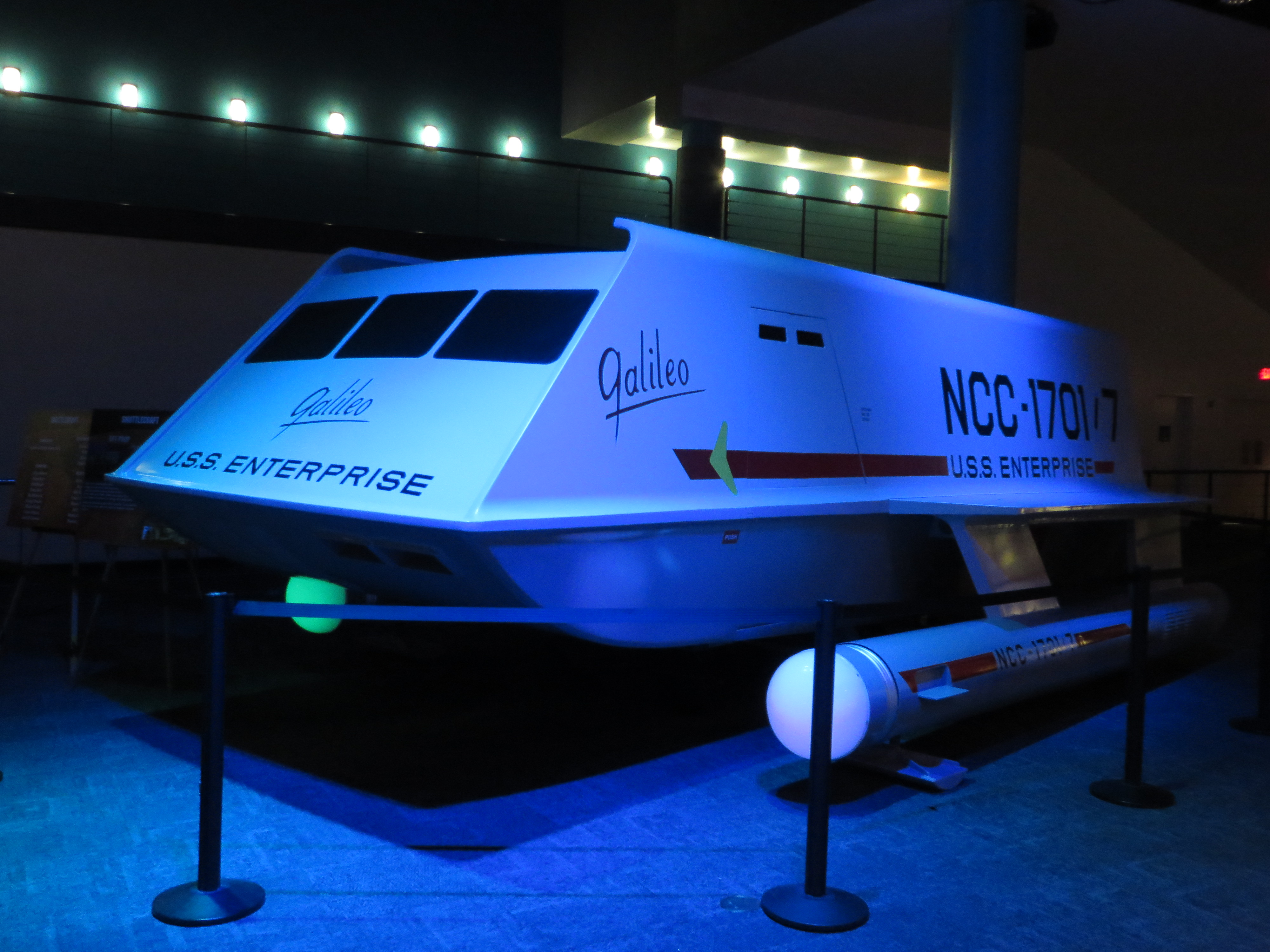
Шаттл «Галилео» с космического корабля NCC 1701 «Энтерпрайз». Использовался на экране в Оригинальном сериале (1960-е годы). Спасен от ржавчины в сарае и продан с аукциона несколько лет назад, полностью восстановлен в своей первоначальной красоте

Арт-директор Мэтт Джеффри первоначально предполагал гладкий, обтекаемый шаттл, основанный на его опыте в качестве пилота. Изогнутая форма оказалась слишком дорогой для первых эпизодов. Американская компания по производству игрушек Aluminum Model Toys предложила бесплатно построить полноразмерный шаттл в обмен на право продажи модельного комплекта. Окончательный дизайн макета построенный автомобильным дизайнером Джином Уинфилдом, составляет 24 фута (7,2 м) в длину и весит одну тонну, имеет фанерный корпус и был построен в течение двух месяцев командой из 12 человек. Отдельный набор использовался для интерьерных сцен, так как макет был слишком мал для съемок. Эта коробчатая, утилитарная форма стала прототипом шаттлов на протяжении всего «Звёздного пути». Шаттл, названный в честь Галилео Галилея, был впервые показан в эпизоде «Галилей-VII». Его регистрационный номер NCC-1701/7 и он вмещает экипаж из семи человек. Когда шаттл «Галилео» и её команда пропадают в эпизоде, запускается второй шаттл под названием «Коламбус».
После того, как шаттл был изготовлен, кадры с ним появились в эпизодах, включая «Зверинец», «Машина Судного дня», «Путь на Вавилон», «Метаморфоза», «Иммунный синдром» и «Путь в Эдем». В последнем эпизоде полноразмерный макет носил имя «Галилео II», признавая, что оригинальный шаттл был потерян во время эпизода «Галилей-VII». Во время эпизода «Окончательная победа», звездолёт USS Exeter, того же класса, что и «Энтерпрайз», как говорят, несет четыре шаттла.
Шаттл Galileo (как полноразмерный театральный реквизит) не был демонтирован, а перешел во владение нескольких владельцев. Макет 1966 года был продан на аукционе за $70,150 летом 2012 года. Новый владелец, Адам Шнайдер, коллекционер экранных предметов «Звёздного пути», потратив девять месяцев, восстанавливая Galileo в Atlantic Highlands, Нью-Джерси. Затем он был подарен НАСА в Музей Космического центра Джонсона в Хьюстоне. Шаттл Galileo был официально представлен в Космическом центре Хьюстона 31 июля 2013 года. В 2014 году реквизит снова был использован в кинопроизводстве и появился в сцене фанатского эпизода «Звёздного пути» «Прекраснейшая из всех».

## Звёздный путь: Анимационный сериал
Освобожденный от ограничений того, что могло быть физически построено, сериал «Звёздный путь: Анимационный сериал» представил зрителям множество космических кораблей. Более крупный шаттл, с длинным носом, похожим на истребитель X-wing из «Звёздных войн», появился в эпизоде «Оружие слейверов». Эпизод «Страсть Мадда» отличался другим дизайном шаттла. В «Немного амбры» фигурирует «aquashuttle», способный садиться на покрытой водой планете и погружаться. Амбициозный размах этого анимационного сериала был предвкушением того, что когда-нибудь станет возможным с компьютерной графикой.

## Звёздный путь: Фильмы
«Звёздный путь (фильм)», с его большим бюджетом, показал множество транспортных средств челночного типа, работающих вблизи Земли. Хотя транспортер почти всегда доступен, шаттлы предполагали более драматическое развитие сюжета. Пассажирский шаттл с адмиралом Джеймсом Кирком приземляется в Сан-Франциско. Кирк путешествует от земной орбитальной космической станции Спэйсдок Земля до звездолёта «Энтерпрайз» в бочкообразной «дорожной капсуле». Споки от причала «Энтерпрайза» спускается в шаттле, названном по имени вулканца философа Сурака, который несет варп-гондол на съемных салазках. Матовые картины грузовой палубы показывают, что отремонтированный «Энтерпрайз» перевозит шаттлы, похожие на Сурак, но без приводных салазок, что указывает на то, что это стандартная конструкция шаттла.
«Звёздный путь 2: Гнев Хана», следующий фильм в серии был сделан с гораздо меньшим бюджетом. Кадры прибытия Кирка в дорожной капсуле были переработаны из «Звёздный путь (фильм)». В «Звёздный путь 3: В поисках Спока» шаттлы рассматривались как фоновые элементы на станции «Спэйсдок Земля». В конце «Звёздный путь 4: Путешествие домой» пассажирские шаттлы появляются как в «Спэйсдок», так и для спасения экипажа из залива Сан-Франциско. В конце фильма снова появляется дорожная капсула, перевозящая Кирка и экипаж на звездолёт «Энтерпрайз».
«Звёздный путь 5: Последний рубеж» показал множество сцен обновленного шаттла, также носящего имя Galileo. Дизайн был похож по размеру и форме на шатл из «Оригинальной серии», с обновленными мотогондолами и большим задним люком. Миниатюрный челнок и посадочный отсек были построены Грегом Джином. Шаттл также был построен как полноразмерная опора, причаленная в полномасштабном ангаре.
«Звёздный путь 6: Неоткрытая страна» содержала сцену «парома Спэйсдок Земля». Миниатюра позже была изменена, чтобы появиться как Jenolen в «Звёздный путь: Следующее поколение» в эпизоде «Реликты».
Среди фильмов с участием актёров следующего поколения «Звёздный путь: Поколения» показывает несколько шаттлов, используемых для эвакуации потерпевшего крушение «Энтепрайза». «Звёздный путь: Восстание» включало в себя как новый дизайн шаттла, так и капитанскую яхту. «Звёздный путь: Возмездие» представил Argo, шаттл, предназначенный для перевозки наземного транспортного средства в заднем отсеке.

## Звёздный путь: Следующее поколение
Звездолёт Энтерпрайз NCC-1701-D из сериала «Звёздный путь: Следующее поколение» был разработан с сильно изогнутой и скульптурной формой. Дизайнер Эндрю Проберт, как и Мэтт Джеффри до него, спроектировал шаттл с обтекаемой формой. Миниатюрные кадры этой конструкции были замечены в таких эпизодах, как «Выросший», «Дитя» и «Неестественный отбор». Именуемый шаттлом типа 7, он имел проектную длину 8,5 м. Как и раньше, у сериала не хватило ресурсов, чтобы построить сложную форму этого челнока в качестве полномасштабной модели.
Сценарий для «Время в квадрате» предусматривал полномасштабный шаттл, который экипаж мог обойти и изучить. Этом эпизоде появился шаттл Type 15, крошечный корабль длиной всего 3,6 метра. Модифицированные версии такого шаттла появились в последующих эпизодах, таких как «Игрушки».
В сезоне 1991—1992 годов стал доступен полномасштабный макет шаттла, построенный для «Звёздный путь 5: Последний рубеж». Он был доработан с большими окнами и гондолами для того чтобы отразить технологию времён «Следующего поколения». Этот шаттл 6 типа впервые появился в эпизоде «Дармок» и был замечен в последующих эпизодах, таких как «Реликты». Шаттл 6 типа был длиной 6 метров. Последующие серии «Звёздный путь: Глубокий космос 9» и «Звёздный путь: Вояджер» проходили в том же временном интервале XXIV-го века, разделяя множество костюмов и реквизита.

## Звёздный путь: Глубокий космос 9
Поскольку космическая станция «Глубокий космос 9» редко перемещалась, нужен был какой-то вспомогательный корабль. Первый эпизод представил катера. Оснащенный варп-двигателем и транспортером для длительных миссий, катер был описан как небольшой звездолёт. Благодаря коробчатой форме, острому носу и лыжным гондолам катер выглядел как потомок предыдущих шаттлов. Дизайн первоначально был вдохновлен паромом станции «Спэйсдок Земля» в «Звёздный путь 6: Неоткрытая страна». Катер также появился в эпизоде «Следующего поколения» «Стержень времени».
В эпизоде «Поиск», первом эпизоде третьего сезона, был представлен звездолёт Дефайнт NX-74205. «Дефайнт» взял на себя некоторые функции по обороне и разведке, ранее заполненные катерами. Новый звездолёт нуждался в собственных шаттлах, и в эпизоде был замечен небольшой шаттл типа 18. Другой дизайн шаттла Type 10 был замечен на борту «Дефайнта» в более поздних эпизодах. Новый шаттл «Дефайнта» появился в конце 6 сезона, в эпизоде «Звук её голоса».

## Звёздный путь: Вояджер
Хотя звездолёт Вояджер NCC-74656 был способен приземляться на планетах, шаттлы часто были необходимы. Возможно, из-за бюджетов сериала «Звёздный путь: Вояджер» в начале путешествия использовался шаттл Type 6, впервые увиденного в «Звёздный путь 5: Последний рубеж» и адаптированного для «Звёздный путь: Следующее поколение». В течение семи сезонов сериала стала доступна компьютерная графика, что уменьшило расходы на вывод на экран конструкций космических кораблей. Гладкий шаттл класса 2 впервые был замечен в эпизоде «Барьер».
Во время путешествия «Вояджера» на Землю было потеряно большое количество шаттлов, что в конечном итоге потребовало нового космического корабля. Дельта-флаер был представлен в эпизоде «Экстремальный риск». Оснащенный приводом деформации и технологическими усовершенствованиями, почерпнутыми из Боргов, Дельта-флаер был гораздо более способным, чем стандартные шаттлы, которые он заменил. Как и Аквашаттл в «Анимационном сериале», Дельта-флаер может погружаться и путешествовать в воде.
Один из шаттлов звездолёта «Вояджер», Аэрошаттл, был интегрирован с корпусом в секции тарелки, и хотя он никогда не использовался в эпизоде, производственная команда разработала тестовые кадры спецэффектов его высадки. Аэрошаттл был предназначен как судно, способное к деформации, которое также могло летать в атмосферах; кадры были сделаны руководителями команды CGI Робом Бончуне и Адамом Лебовицем вместе с продюсером VFX Дэном Карри. Также были разработаны два других корабля, Манта и Кокрейн, но Манта не использовалась. Кокрейн использовался в эпизоде «Барьер» с целью нарушения барьера трансварпа, вроде как удара Маха.

## Звёздный путь: Энтерпрайз
В начале сериала «Звёздный путь: Энтерпрайз» транспортёр является относительно новой технологией. Первый эпизод представил крылатые шаттлы, два из которых были на борту корабля. Хотя шаттлы были представлены в пространстве с помощью компьютерной графики, для сцен с актёрами был построен полномасштабный макет. Поскольку экипаж «Энтерпрайза» все ещё не привык к транспортеру, шаттлы использовались на протяжении всех четырёх сезонов.
«Энтерпрайза» также использовал капсулы в небольшом количестве эпизодов. Эти капсулы не имели возможности приземлиться, но имели лучшую видимость, чем любой другой корабль. Это сделало их хорошо подходящими для изучения внешнего вида звездолётов.

## Шаттлы в современной жизни
Отчасти из-за «Звёздного пути» термин «космический шаттл» навсегда вошел в словарный запас землян, как средство передвижения между планетной поверхностью и космосом. Вернер фон Браун в 1950-х годах задумал многоразовый крылатый космический корабль как паромную ракету. Намерение создать подобные транспортные средства, называемые «ДС-3», с помощью космических аппаратов, дизайнер Максим Фэджет и комплексного запуска и спускаемого аппарата (ILRV) НАСА. В конце 1960-х годов, когда транслировалась «Звёздный путь: Оригинальный сериал», эти концепции стали известны как «Спейс шаттл». В своем выступлении перед Британским межпланетным обществом в августе 1968 года американский инженер Джордж Мюллер, глава управления пилотируемых космических полетов НАСА, упомянул о необходимости космического шаттла. Это было самое раннее официальное использование термина.
Аэрокосмический инженер Максвелл Хантер и другие несколько лет использовали термин «шаттл», совпавший со временем трансляции «Звёздного пути». К 1969 году термин «космический шаттл» заменил ILRV.[14] В апреле 1969 года в рамках НАСА была сформирована целевая группа космического шаттла. Предпоследний эпизод «Звёздного пути», последний в регулярном временном интервале, вышел в эфир 14 марта 1969 года. 5 января 1972 года президент США Ричард Никсон официально объявил о разработке космического шаттла, сделав название постоянным.
В феврале 1977 года испытательная машина OV-101 начала испытания на глиссаду. OV-101 был назван космический шаттл «Энтерпрайз» после согласованной кампании по написанию писем поклонниками «Звёздного пути». Как и шаттл из сериала «Звёздный путь: Оригинальный сериал» космические челноки были взаимозаменяемы, чтобы нести экипаж, грузы и разведки полезных нагрузок. В орбитальных полетах с 1981 по 2011 гг. космический шаттл стал символом выхода человечества в космос.